# Marcus Valerius Laevinus
Marcus Valerius Laevinus was een Romeins politicus en militair en een van de belangrijkste Romeinse persoonlijkheden in de Macedonische Oorlogen.

## Carrière
Zijn carrière begon Marcus Valerius Laevinus in het jaar 227 v.Chr., toen hij als de eerste praetor (in dit geval als militair gouverneur) van de pas ingerichte en eerste provincia Sicilia werd benoemd. Waarschijnlijk bekleedde hij in 220 v.Chr. als consul suffectus voor de eerste keer het consulaat. In 215 v.Chr. was hij praetor peregrinus. In die hoedanigheid was hij bevoegd om conflicten tussen Romeinen en niet-Romeinen op te lossen, maar hij had daarnaast ook het bevel over Romeinse troepen in Apulië. Valerius werd als reactie op de nieuwe alliantie van de vijanden van Rome, Hannibal Barkas en Philippos V van Macedonië, benoemd als bevelhebber van een Romeinse vloot. In 214 v.Chr. zou hij met deze vloot Tarente hebben beveiligd. Toen de stad Orikos hem om militaire bijstand verzocht, stak hij de Adriatische Zee over en heroverde hij het. Bovendien ontzette hij Apollonia. Tot het jaar 211 v.Chr., toen er een verdrag met de Aetolische Bond werd gesloten, bleef hij verantwoordelijk voor deze vestiging. Later veroverde hij nog de steden Zakynthos, Oiniadai, Nasos en in de lente van 210 v.Chr. Antikyra. In dat jaar werd hij verkozen tot consul.
In de Senaat moest hij kritische vragen over zijn omgang met vroegere bondgenoten en vooral over financiële transacties beantwoorden. Valerius kon de senatoren ervan overtuigen om vrijwillig geldbijdragen te doen aan de oorlogskas. Andere Romeinen zouden zijn voorbeeld volgen. Vervolgens trok hij naar de provincia Sicilia, die hij met zijn collega Marcus Claudius Marcellus had geruild. Op Sicilië kon hij door verraad Akragas innemen. Hij zorgde ervoor, dat het aantal marodeurs steeg en stelde zo een niet onbelangrijk deel van de voedselvoorziening van Rome veilig voor de toekomst. Nadat hij zich voor de discussie over de leiding over de keus in Rome had opgehouden, keerde hij weer terug naar Sicilië. Daar was hij sinds 208 v.Chr. proconsul naast een praetor en hield zich bezig met de landbouw op het eiland. Terloops overviel hij meermaals met zijn vloot de Afrikaanse kusten. In 206 v.Chr. keerde hij naar Rome terug. De opdracht in 205 v.Chr. om de troepen naar Arretium te brengen, die tegen de Carthaagse veldheer Mago zouden worden ingezet, is een annalistische vervalsing. Maar hij leidde wel een gezantschap, om de Magna Mater op te halen.
In 204 v.Chr. deed hij het voorstel, dat de in 210 v.Chr. bedragen die door de senatoren en andere geldschieters waren gegeven voor de oorlog zouden worden terugbetaalt. Het verzoek werd goedgekeurd. Het jaar daarop verzette hij zich waarschijnlijk tegen een aanvaarden van het gematigde, door Publius Cornelius Scipio Africanus onderhandelde vredesverdrag met Carthago. Tussen 203 v.Chr. en 200 v.Chr. is Valerius gestorven. Zijn zonen Publius en Marcus hielden hielden vierdaagse funeraire en gladiatorenspelen te zijner ere. Hij maakte het begin van de Tweede Macedonische Oorlog in 200 v.Chr. niet meer mee.

## Voetnoten
1. ↑  De hoofdbron voor het leven van Marcus Valerius Laevinus is Livius, XXIII 24-37. Zijn relaas is echter op sommige vlakken zeer onnauwkeurig.
2. ↑  Onzekere datering.